# Правда, Кристиан
Кристиан Правда (нем. Christian Pravda, 8 марта 1927, Куфштайн, Тироль — 11 ноября 1994, Кицбюэль, Тироль) — австрийский горнолыжник, чемпион мира 1954 года и двукратный призёр Олимпийских игр.
На Олимпиаде 1948 года в Санкт-Морице 20-летний Правда участвовал в слаломе, но был дисквалифицирован.
На Олимпиаде 1952 года в Осло Кристиан выиграл 2 медали — он был третьим в скоростном спуске и вторым в гигантском слаломе.
Правда не смог принять участие в Олимпиаде 1956 года в Италии, так как к тому времени стал профессионалом.